# Paul de la Cuesta
Paul de la Cuesta Esnal (ur. 28 listopada 1988 w San Sebastián) – hiszpański narciarz alpejski, reprezentant kraju na Zimowych Igrzyskach Olimpijskich 2010 w Vancouver i Soczi, trzykrotny mistrz Hiszpanii w konkurencjach alpejskich.
W Pucharze Świata zadebiutował 25 października 2009 w Sölden w slalomie gigancie, jednak został zdyskwalifikowany.

## Igrzyska olimpijskie

### Vancouver 2010
- zjazd – 51. miejsce
- supergigant – 35. miejsce
- slalom gigant – 32. miejsce

### Soczi 2014
- zjazd – 28. miejsce
- supergigant – DNF
- slalom gigant – 36. miejsce
- superkombinacja – 22. miejsce

## Mistrzostwa Świata

### Are 2007
- slalom gigant - DNF

### Val d Isere 2009
- zjazd - 26.
- superkombinacja - DNF
- slalom gigant - 46

### Garmisch-Partenkirchen 2011
- supergigant - DNF
- zjazd - 37.
- slalom gigant - 37.

### Schladming 2013
- supergigant - 37.
- zjazd - 33.
- superkombinacja - 18.

## Zawody krajowe
Paul de la Cuesta czterokrotnie został mistrzem swojego kraju - 16 marca 2005 w supergigancie, dzień później w slalomie gigancie, 7 kwietnia 2010 w slalomie gigancie oraz 30 marca 2012 w supergigancie. W 2009 roku został wicemistrzem Hiszpanii w slalomie gigancie, dwa lata później był drugi w mistrzostwach kraju w supergigancie, ma w swoim dorobku także trzy brązowe medale mistrzostw Hiszpanii: w 2009 zdobył dwa brązowe medale - w supergigancie i slalomie, a w 2011 w slalomie gigancie.